# Bijroni
Bijroni är en ort i Indien.   Den ligger i distriktet Shivpurī och delstaten Madhya Pradesh, i den centrala delen av landet, 400 km söder om huvudstaden New Delhi. Bijroni ligger 462 meter över havet och antalet invånare är 5 743.
Terrängen runt Bijroni är platt, och sluttar västerut. Runt Bijroni är det ganska tätbefolkat, med 104 invånare per kvadratkilometer. Närmaste större samhälle är Badarwās, 9,2 km nordväst om Bijroni. Trakten runt Bijroni består till största delen av jordbruksmark.